# Dème d'Oropós

Le dème d'Oropós (grec moderne : Δήμος Ωρωπού) est un dème situé dans le district régional de l'Attique de l'Est dans la périphérie de l'Attique en Grèce. Il a été créé dans sa forme actuelle en 2011 par la fusion des anciens dèmes d'Avlon et d'Oropós et des communautés d'Aphidnes, Kapandríti, Kalamos, Malakassa, Markopoulo, Polydendri et Sykamino,  devenus des districts municipaux.

## Districts municipaux

### District des Aphidnes
Il tient son nom du dème antique d'Aphidna.
Siège : Aphidnes (originellement Kiourka avant son renommage en 1919). Comprend aussi 5 autres localités.

### District d'Avlon
Siège : Avlon (originellement Salesi avant son renommage en 1927), 5744 hab. (2011). Comprend aussi 1 autre localité.

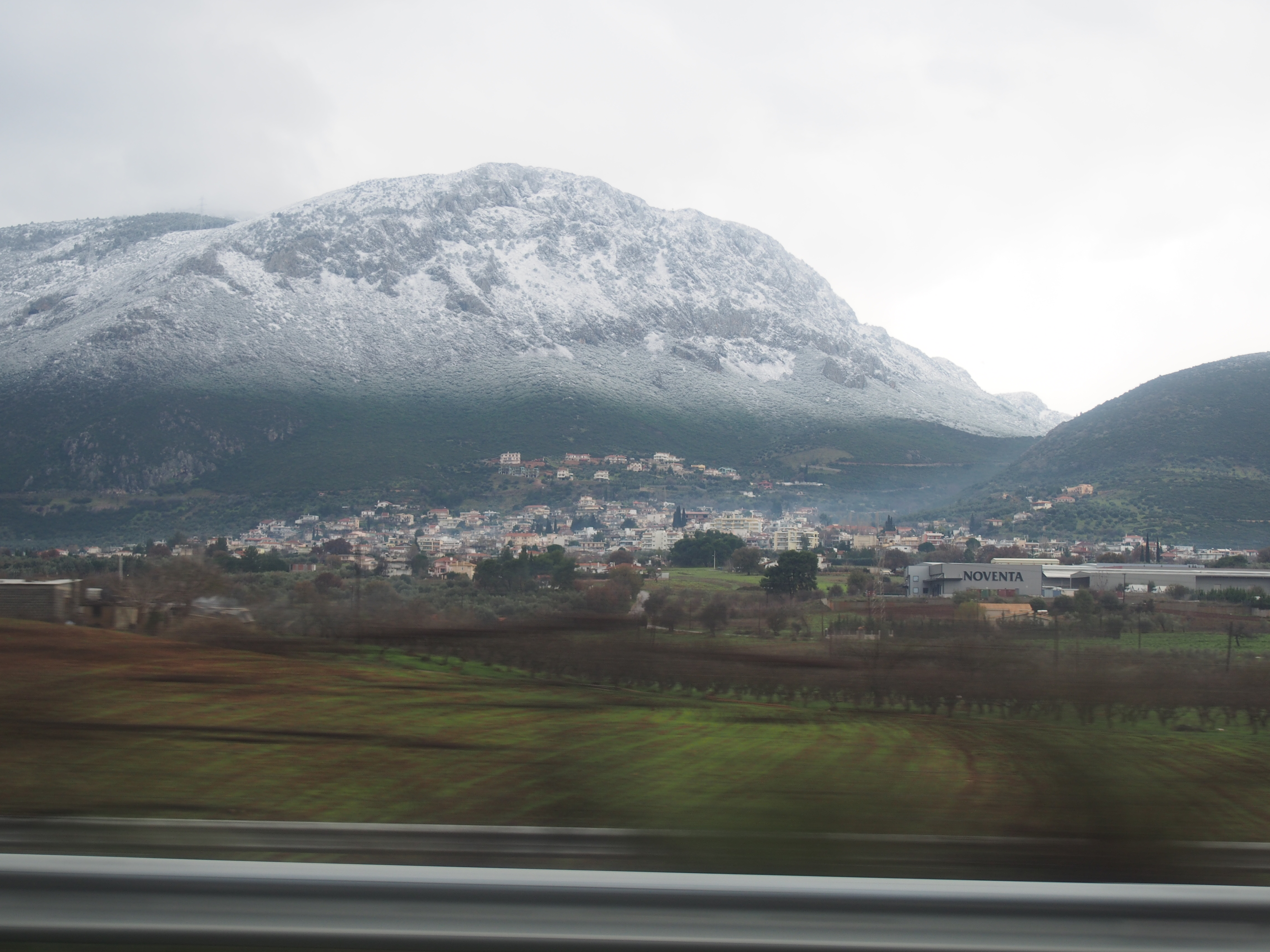
Vue d'Avlon

### District de Kalamos
Le site de l'Amphiaréion se trouve sur son territoire.

### District de Kapandríti
Siège : Kapandríti. Comprend aussi 2 autres localités.

### District des Oropiens
Il comprend 2 communautés municipales et une communauté locale :
- Néa Palátia, qui comprend 5 localités. Le nom (« Nouvelle-Palatia ») fait référence à la localité de Palatia dans l'ile de Marmara d'où étaient originaires les réfugiés qui l'ont fondée après leur expulsion.
- Skála Oropoú, qui comprend 3 localités
- Oropós, qui comprend qui comprend 3 localités

### District de Polydéndri
Siège : Polydéndri (originellement Mazi avant son renommage en 1927). Comprend aussi 3 autres localités.